# Pajada

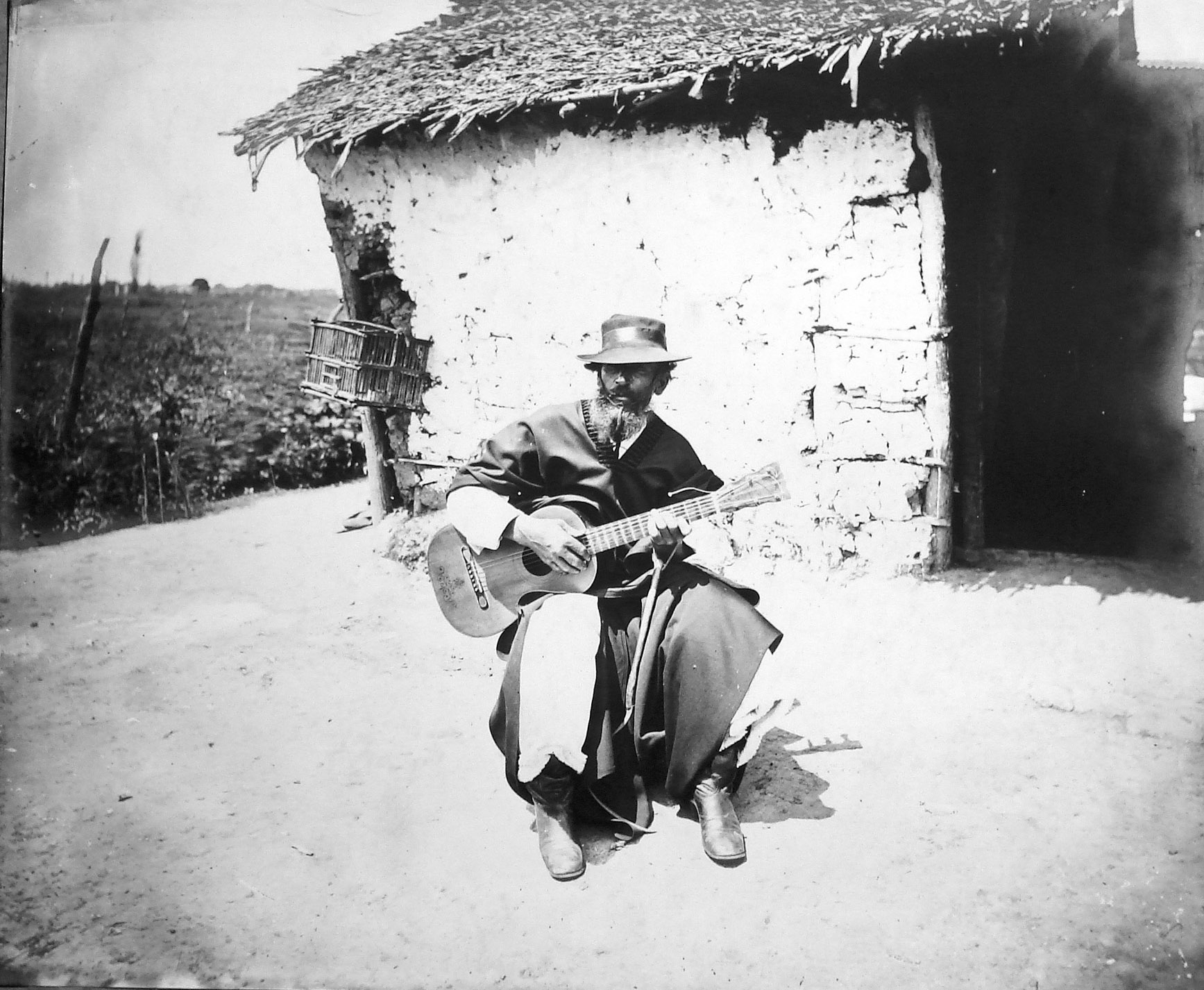
A pajada faz parte da cultura do Cone Sul americano

Pajada ou payada é uma forma de poesia improvisada vigente na Argentina, no Uruguai, no sul do Brasil e no Chile (onde chama-se paya). É uma forma de repente em estrofes de 10 versos, de redondilha maior e rima ABBAACCDDC, com o acompanhamento de violão.
A pajada remonta os romances e quadras medievais e renascentistas, trazidos pelos povoadores europeus e adaptadas as temáticas campeiras. A Pajada está presente no sul da América desde quando as fronteiras eram imprecisas, o que impossibilita dar uma nacionalidade ao gênero artístico.
No sul do Brasil, as pajadas são cantadas em versos em Décima Espinela, no estilo recitado com acompanhamento musical de um músico de apoio, normalmente em milonga.

## O pajador
O pajador é o artista da pajada, ou seja, um repentista.
Em 30 de janeiro é comemorado, no Rio Grande do Sul, o Dia do Pajador Gaúcho. A data, reconhecida por lei estadual n° 11.676/2001 , presta homenagem a Jaime Caetano Braun em sua data de nascimento. Ele é considerado o patrono do Movimento Pajadoril, surgido a partir do ano de 2001.